# Prova Proctor
La prova Proctor è una procedura utilizzata per valutare il costipamento di un terreno, valutando l'influenza del contenuto d'acqua sullo stesso. Interessa in particolare determinare la massima massa volumica (densità) ottenibile per costipamento della frazione secca della terra e il corrispondente livello di umidità, detto di "umidità ottima".
La prima prova di questo tipo venne fatta nel 1933 ed è oggi normata dal CNR 69:1978 e successivamente dall'UNI EN 13286-2:2010 seguendo la metodologia AASHTO (American Association of State Highway and Transportation Officials) che prevede due varianti: quella standard e quella modificata, differenti per dimensioni del campione, dell'apparecchio e delle modalità di costipamento. 

## La prova
La prova consiste nel disporre di un campione di terra passante al setaccio 5 della serie UNI 2332 (o setaccio 4 della serie ASTM) che viene disposto in una fustella cilindrica di date dimensioni e costipato mediante un pestello di peso noto, fatto cadere per un fissato numero di volte sul materiale disposto in strati. I valori da adottare sono i seguenti: 
- diametro fustella: 101.6 mm (tipo A) o 152.4 mm (tipo B) in base alla dimensione dei granuli
- altezza fustella: 116.6 mm
- peso del pestello: 2.495 kg (standard) o 4.535 kg (modificata)
- n° colpi del pestello per strato: 25 (tipo A) o 56 (tipo B)
- altezza di caduta: 30.48 cm (standard) o 45.72 cm (modificata)
- n° strati del materiale: 3 (standard) o 5 (modificata)

A costipamento ultimato si misura il contenuto d'acqua della terra e la sua densità secca, data dal rapporto tra il peso del materiale essiccato in stufa a 105 °C ed il volume dello stesso a costipamento avvenuto. La prova viene ripetuta su campioni dello stesso materiale con contenuti d'acqua via via crescenti, ottenendo diversi valori della densità secca. 
Inserendo in un grafico con ascisse il contenuto d'acqua e come ordinate la densità secca è possibile determinare la curva Proctor (o curva di addensamento) riconoscibile dalla classica forma a campana. 
Dallo studio della curva Proctor si determina il "contenuto ottimo d'acqua" in corrispondenza del quale si ha la massima densità della terra presa in esame.
{\displaystyle E=(Pesomaglio*h*ncolpiastrato*nstrati)/Volumefustella}
Il grafico ottenuto mediante i campioni con un crescente contenuto d'acqua forma una parabola con la concavità verso il basso, il massimo della curva sarà il contenuto d'acqua ottimale e la densità secca ottimale.